# 龙岗站 (南昌市)
龙岗站位于中华人民共和国江西省南昌市红谷滩区西站大街与怀玉山大道交叉口，是南昌地铁2号线的地铁车站，车站于2017年8月18日和2号线一同启用。

## 车站结构
站厅在地下一层，站台在地下二层为岛式站台。

### 楼层
| 1层  | 地面               | 出入口                         |  |  |
| -1层 | 站厅               | 自动售票机、客服中心           |  |  |
| -2层 |                    | █ 2号线 往南路（南昌西站）     |  |  |
|      | 岛式站台，左侧开门 |                                |  |  |
|      |                    | █ 2号线 往南昌东站（国体中心） |  |  |

### 出入口
本站共开放4个出入口。
| 编号                   | 指示                         | 图片 | 建议前往的目的地                                     |
| ---------------------- | ---------------------------- | ---- | ---------------------------------------------------- |
| 出口 · 1L · 升降机标志 | 西站大街南侧，怀玉山大道东侧 |      | 江西省妇幼保健院(九龙湖院区)                         |
| 出口 · 2L              | 怀玉山大道东侧，西站大街北侧 |      | 龙岗花园                                             |
| 出口 · 3L              | 怀玉山大道西侧，西站大街北侧 |      | 锦天府、梅关东街、南昌市红谷滩新区新龙学校、圭峰大道 |
| 出口 · 4L              | 西站大街南侧，怀玉山大道西侧 |      | 御景天城、平安东二街、九龙苑、华润凯旋门、圭峰大道   |
| 註： 設有              |                              |      |                                                      |

## 历史
- 2010年4月8日南昌市轨道交通二号线一期工程环境影响评价第二次公示，公布了《南昌市轨道交通二号线一期工程环境影响报告书（简本）》文件中本站名为龙岗站[4][5]。
- 2011年12月14日2号线一期21个站名公示时本站名为龙岗站，位于站前大街与龙岗大道交叉口[1]。
- 2012年2月9日2号线站名确认，本站名为没有做任何变动[6]。